# 绿鼻蝇属
绿鼻蝇属（学名：Chlororhinia）为丽蝇科的一个属。

## 下属物种
本属包括以下物种：
- 铜绿鼻蝇 Chlororhinia exempta (Walker, 1856)
- Chlororhinia fuscohirta Malloch, 1926